# 20030 Bawtenheimer
20030 Bawtenheimer este o planetă minoră (asteroid), cu un diametru de 2,425 km, din centura de asteroizi. A fost descoperită pe 1 martie 1992 la Observatorul La Silla de Uppsala–ESO Survey of Asteroids and Comets⁠(d). 
Obiectul prezintă o orbită caracterizată de o semiaxă mare de 2,3410433 UAi, o excentricitate de 0,15, o înclinație de 6,5317 ° în raport cu ecliptica.